# Рудольф Рамзеєр
Рудольф Рамзеєр (нім. Rudolf Ramseyer, 17 вересня 1897, Берн — 13 вересня 1943, Берн) — швейцарський футболіст, що грав на позиції захисника. Відомий за виступами за клуби «Янг Бойз», у складі якого став чемпіоном Швейцарії, та «Берн», а також національну збірну Швейцарії, у складі якої став срібним призером Олімпійських ігор 1924 року.

## Клубна кар'єра
Рудольф Рамзеєр народився в Берні, та розпочав виступи на футбольних полях 1919 року виступами за команду «Янг Бойз», в якій грав до 1925 року. За цей час виборов титул чемпіона Швейцарії.
1925 року перейшов до клубу «Берн», за який грав до 1933 року, після чого завершив виступи на футбольних полях.

## Виступи за збірну
Рудольф Рамзеєр у 1920 року дебютував у складі національної збірної Швейцарії. У складі збірної був учасником футбольного турніру на Олімпійських іграх 1924 року у Парижі, де разом з командою здобув «срібло». У 1928 у складі збірної брав участь в Олімпійських іграх 1928 року, проте на цих іграх швейцарська збірна вибула вже на першому етапі. Загалом протягом кар'єри у національній команді, яка тривала 12 років, провів у її формі 59 матчів, забивши 3 голи.
Помер Рудольф Рамзеєр 13 вересня 1943 року на 46-му році життя у Берні.

## Титули і досягнення
- Срібний олімпійський призер: 1924
- Чемпіон Швейцарії (1):

«Янг Бойз»: 1919–1920